# Al Festival di Sanremo
Al Festival di Sanremo è il quarto Extended Play della cantante italiana Mina, pubblicato nel gennaio 1960 dall'etichetta discografica Italdisc.

## Storia
Contiene 4 canzoni che erano state presentate al Festival di Sanremo 1960, anche se soltanto È vero, presentata da Mina in persona e da Teddy Reno alla manifestazione, ebbe accesso alla serata finale, terminando all'ottavo posto.
Dei brani esclusi dalla finale, Perdoniamoci e Invoco te sono cover degli originali presentati nella stessa gara rispettivamente dalle coppie Nilla Pizzi e Achille Togliani, Gino Latilla e Miranda Martino; mentre Non sei felice era stato portato sul palco da Mina e Betty Curtis.
Tutte le tracce provengono dai due singoli Italdisc MH 44 e MH 45 dello stesso gennaio, e sono contenute nel primo volume dell'antologia in CD del 2010 che raccoglie tutti i 45 giri pubblicati dall'inizio al 1964.
È vero e Non sei felice sono state anche inserite anche nell'album di debutto dell'artista.
Sul lato A Giulio Libano accompagna dirigendo la sua orchestra.

## Edizioni estere
È stato pubblicato con stessa sequenza e numero di brani in
- Spagna con titolo San Remo 1960 (Discophon 17.015) nel 1960[3]
- Francia come Festival De San Remo (Disques Festival IT 45 1010 S) successivamente.[4]

## Tracce
Lato A
1. È vero – 3:00 (testo: Umberto Bindi – musica: Nicola Salerno; edizioni musicali Ariston)
2. Perdoniamoci – 2:30 (testo: Umberto Bertini – musica: Vincenzo Di Paola; edizioni musicali Tiber)

Lato B
1. Non sei felice – 2:18 (testo: Riccardo Vantellini – musica: Giuseppe Perotti; edizioni musicali Nazionale)
2. Invoco te – 3:03 (testo: Giancarlo Testoni – musica: Glauco Masetti; edizioni musicali Accordo)